# Fase clasificatoria de la Copa Billie Jean King 2022
La Fase clasificatoria de la Copa Billie Jean King 2022 se jugara del 15 al 16 de abril. Las nueve ganadoras de esta ronda, se clasificaron para las Finales de la Copa Billie Jean King 2022.

## Equipos
Dieciocho equipos jugarán por nueve puestos en las Finales, en series decididas de local y visitante.
Estos dieciséis equipos son:
- 10 equipos clasificados del 3 al 12 en las Finales de la Copa Billie Jean King 2020-21,
- 7 ganadores de los Play-Offs de la Copa Billie Jean King 2020-21,
- 1 perdedor de los Play-Offs de la Copa Billie Jean King 2020-21, según la clasificación.

La serie de clasificatoria originalmente programada entre Australia y Eslovaquia ha sido removida de la ronda debido a que Australia y Eslovaquia ahora jugarán las Finales sin necesidad de pasar por clasificación. 
| Cabezas de serie - Australia - Francia - Estados Unidos - República Checa - Bielorrusia - Alemania - Canadá - España - Rumanía | Equipos restantes - Bélgica - Eslovaquia - Países Bajos - Italia - Kazajistán - Letonia - Polonia - Ucrania - Gran Bretaña |

## Resultados
| Local               | Resultado | Visitante    | Ubicación         | Lugar                         | Superficie  |
| ------------------- | --------- | ------------ | ----------------- | ----------------------------- | ----------- |
| Italia              | 3–1       | Francia [2]  | Alguer            | Tennis Club Alguer            | Dura        |
| Estados Unidos [3]  | 3–2       | Ucrania      | Asheville         | Asheville Civic Center        | Dura (i)    |
| República Checa [4] | 3–2       | Gran Bretaña | Praga             | I. Czech Lawn Tennis Club     | Arcilla     |
| Bielorrusia [5]     | w/o       | Bélgica      | Antalya (Turquía) | Club Megasaray                |             |
| Kazajistán          | 3–1       | Alemania [6] | Nursultán         | Daulet National Tennis Centre | Arcilla (i) |
| Canadá [7]          | 4–0       | Letonia      | Vancouver         | Pacific Coliseum              | Dura (i)    |
| Países Bajos        | 0–4       | España [8]   | 's-Hertogenbosch  | Maaspoort                     | Arcilla (i) |
| Polonia             | 4–0       | Rumanía [9]  | Radom             | Radom Sports Center           | Dura (i)    |

## Partidos

### Australia vs. Eslovaquia
| | Bandera de Australia | Australia |  |  | Eslovaquia | Bandera de Eslovaquia |
| --- | -------------------- | --------- |  |  | ---------- | --------------------- |
| Australia |                      |           |  |  |            |                       |
| \| Australia (mejor semifinalista de 2021, reemplaza a la suspendida Rusia campeona de 2021). Eslovaquia (que clasifica al suspenderse su serie clasificatoria ante Australia). \| \| ---------------------------------------------------------------------------------------------------------------------------------------------------------------------------- \| |                      |           |  |  |            |                       |
| Australia (mejor semifinalista de 2021, reemplaza a la suspendida Rusia campeona de 2021). Eslovaquia (que clasifica al suspenderse su serie clasificatoria ante Australia). |                      |           |  |  |            |                       |

### Italia vs. Francia
| | Bandera de Italia                  | Italia | 3        | 1  | Francia | Bandera de Francia |
| --- | ---------------------------------- | ------ | -------- | -- | ------- | ------------------ |
| Tennis Club Alguer, Alguer, Italia 15 y 16 de abril de 2022 Dura |                                    |        |          |    |         |                    |
| \| 1 \| Jasmine Paolini \| 2 \| 6 \| 7 \| \| 1 \| Alizé Cornet \| 6 \| 1 \| 62 \| \| 2 \| Camila Giorgi \| 6 \| 6 \| \| \| 2 \| Océane Dodin \| 1 \| 2 \| \| \| 3 \| Camila Giorgi \| 6 \| 6 \| \| \| 3 \| Harmony Tan \| 2 \| 0 \| \| \| 4 \| Jasmine Paolini \| No \| jugado \| \| \| 4 \| Océane Dodin \| serie \| definida \| \| \| 5 \| Lucia Bronzetti / Martina Trevisan \| 64 \| 1 \| \| \| 5 \| Océane Dodin / Kristina Mladenovic \| 7 \| 6 \| \| |                                    |        |          |    |         |                    |
| 1 | Jasmine Paolini                    | 2      | 6        | 7  |         |                    |
| 1 | Alizé Cornet                       | 6      | 1        | 62 |         |                    |
| 2 | Camila Giorgi                      | 6      | 6        |    |         |                    |
| 2 | Océane Dodin                       | 1      | 2        |    |         |                    |
| 3 | Camila Giorgi                      | 6      | 6        |    |         |                    |
| 3 | Harmony Tan                        | 2      | 0        |    |         |                    |
| 4 | Jasmine Paolini                    | No     | jugado   |    |         |                    |
| 4 | Océane Dodin                       | serie  | definida |    |         |                    |
| 5 | Lucia Bronzetti / Martina Trevisan | 64     | 1        |    |         |                    |
| 5 | Océane Dodin / Kristina Mladenovic | 7      | 6        |    |         |                    |

### Estados Unidos vs. Ucrania
| | Bandera de Estados Unidos             | Estados Unidos | 3 | 2 | Ucrania | Bandera de Ucrania |
| --- | ------------------------------------- | -------------- | - | - | ------- | ------------------ |
| Asheville Civic Center , Asheville, Estados Unidos 15 y 16 de abril de 2022 Dura (i) |                                       |                |   |   |         |                    |
| \| 1 \| Alison Riske \| 718 \| 7 \| \| \| 1 \| Dayana Yastremska \| 616 \| 5 \| \| \| 2 \| Jessica Pegula \| 6 \| 6 \| \| \| 2 \| Katarina Zavatska \| 2 \| 1 \| \| \| 3 \| Jessica Pegula \| 3 \| 4 \| \| \| 3 \| Dayana Yastremska \| 6 \| 6 \| \| \| 4 \| Shelby Rogers \| 3 \| 4 \| \| \| 4 \| Katarina Zavatska \| 6 \| 6 \| \| \| 5 \| Asia Muhammad / Jessica Pegula \| 7 \| 6 \| \| \| 5 \| Liudmila Kichenok / Dayana Yastremska \| 65 \| 3 \| \| |                                       |                |   |   |         |                    |
| 1 | Alison Riske                          | 718            | 7 |   |         |                    |
| 1 | Dayana Yastremska                     | 616            | 5 |   |         |                    |
| 2 | Jessica Pegula                        | 6              | 6 |   |         |                    |
| 2 | Katarina Zavatska                     | 2              | 1 |   |         |                    |
| 3 | Jessica Pegula                        | 3              | 4 |   |         |                    |
| 3 | Dayana Yastremska                     | 6              | 6 |   |         |                    |
| 4 | Shelby Rogers                         | 3              | 4 |   |         |                    |
| 4 | Katarina Zavatska                     | 6              | 6 |   |         |                    |
| 5 | Asia Muhammad / Jessica Pegula        | 7              | 6 |   |         |                    |
| 5 | Liudmila Kichenok / Dayana Yastremska | 65             | 3 |   |         |                    |

### República Checa vs. Gran Bretaña
| | Bandera de República Checa             | República Checa | 3 | 2 | Gran Bretaña | Bandera del Reino Unido |
| --- | -------------------------------------- | --------------- | - | - | ------------ | ----------------------- |
| I. Czech Lawn Tennis Club, Praga, República Checa 15 y 16 de abril de 2022 Arcilla |                                        |                 |   |   |              |                         |
| \| 1 \| Markéta Vondroušová \| 6 \| 6 \| \| \| 1 \| Harriet Dart \| 1 \| 0 \| \| \| 2 \| Tereza Martincová \| 5 \| 5 \| \| \| 2 \| Emma Raducanu \| 7 \| 7 \| \| \| 3 \| Markéta Vondroušová \| 6 \| 6 \| \| \| 3 \| Emma Raducanu \| 1 \| 1 \| \| \| 4 \| Linda Fruhvirtová \| 0 \| 7 \| 2 \| \| 4 \| Harriet Dart \| 6 \| 5 \| 6 \| \| 5 \| Karolína Muchová / Markéta Vondroušová \| 6 \| 7 \| \| \| 5 \| Harriet Dart / Katie Swan \| 1 \| 5 \| \| |                                        |                 |   |   |              |                         |
| 1 | Markéta Vondroušová                    | 6               | 6 |   |              |                         |
| 1 | Harriet Dart                           | 1               | 0 |   |              |                         |
| 2 | Tereza Martincová                      | 5               | 5 |   |              |                         |
| 2 | Emma Raducanu                          | 7               | 7 |   |              |                         |
| 3 | Markéta Vondroušová                    | 6               | 6 |   |              |                         |
| 3 | Emma Raducanu                          | 1               | 1 |   |              |                         |
| 4 | Linda Fruhvirtová                      | 0               | 7 | 2 |              |                         |
| 4 | Harriet Dart                           | 6               | 5 | 6 |              |                         |
| 5 | Karolína Muchová / Markéta Vondroušová | 6               | 7 |   |              |                         |
| 5 | Harriet Dart / Katie Swan              | 1               | 5 |   |              |                         |

### Bielorrusia vs. Bélgica
| | Bandera de Bielorrusia | Bielorrusia |  | w/o | Bélgica | Bandera de Bélgica |
| --- | ---------------------- | ----------- |  | --- | ------- | ------------------ |
| Club Megasaray, Antalya, Turquía 15 y 16 de abril de 2022 |                        |             |  |     |         |                    |
| \| Bélgica (avanza sin jugar la serie adjudicada la victoria ante Bielorrusia, ya que esta fue suspendida con Rusia por la invasión a Ucrania). \| \| -------------------------------------------------------------------------------------------------------------------------------------------- \| |                        |             |  |     |         |                    |
| Bélgica (avanza sin jugar la serie adjudicada la victoria ante Bielorrusia, ya que esta fue suspendida con Rusia por la invasión a Ucrania). |                        |             |  |     |         |                    |

### Kazajistán vs. Alemania
| | Bandera de Kazajistán              | Kazajistán | 3 | 1    | Alemania | Bandera de Alemania |
| --- | ---------------------------------- | ---------- | - | ---- | -------- | ------------------- |
| Daulet National Tennis Centre, Nursultán, Kazajistán 15 y 16 de abril de 2022 Arcilla (i) |                                    |            |   |      |          |                     |
| \| 1 \| Yulia Putintseva \| 3 \| 6 \| 6 \| \| 1 \| Angelique Kerber \| 6 \| 3 \| 2 \| \| 2 \| Elena Rybakina \| 6 \| 6 \| \| \| 2 \| Laura Siegemund \| 0 \| 1 \| \| \| 3 \| Elena Rybakina \| 4 \| 6 \| 7 \| \| 3 \| Angelique Kerber \| 6 \| 3 \| 5 \| \| 4 \| Yulia Putintseva \| No \| \| \| \| 4 \| Laura Siegemund \| jugado \| \| \| \| 5 \| Anna Danilina / Zhibek Kulambayeva \| 2 \| 6 \| [6] \| \| 5 \| Anna-Lena Friedsam / Jule Niemeier \| 6 \| 3 \| [10] \| |                                    |            |   |      |          |                     |
| 1 | Yulia Putintseva                   | 3          | 6 | 6    |          |                     |
| 1 | Angelique Kerber                   | 6          | 3 | 2    |          |                     |
| 2 | Elena Rybakina                     | 6          | 6 |      |          |                     |
| 2 | Laura Siegemund                    | 0          | 1 |      |          |                     |
| 3 | Elena Rybakina                     | 4          | 6 | 7    |          |                     |
| 3 | Angelique Kerber                   | 6          | 3 | 5    |          |                     |
| 4 | Yulia Putintseva                   | No         |   |      |          |                     |
| 4 | Laura Siegemund                    | jugado     |   |      |          |                     |
| 5 | Anna Danilina / Zhibek Kulambayeva | 2          | 6 | [6]  |          |                     |
| 5 | Anna-Lena Friedsam / Jule Niemeier | 6          | 3 | [10] |          |                     |

### Canadá vs. Letonia
| | Bandera de Canadá                    | Canadá | 4  | 0 | Letonia | Bandera de Letonia |
| --- | ------------------------------------ | ------ | -- | - | ------- | ------------------ |
| Pacific Coliseum, Vancouver, Canadá 15 y 16 de abril de 2022 Dura (i) |                                      |        |    |   |         |                    |
| \| 1 \| Leylah Fernandez \| 6 \| 6 \| \| \| 1 \| Darja Semenistaja \| 1 \| 2 \| \| \| 2 \| Rebecca Marino \| 6 \| 64 \| 6 \| \| 2 \| Daniela Vismane \| 3 \| 7 \| 3 \| \| 3 \| Leylah Fernandez \| 6 \| 6 \| \| \| 3 \| Daniela Vismane \| 2 \| 1 \| \| \| 4 \| Rebecca Marino \| No \| \| \| \| 4 \| Darja Semenistaja \| jugado \| \| \| \| 5 \| Gabriela Dabrowski / Carol Zhao \| 6 \| 6 \| \| \| 5 \| Līga Dekmeijere / Diāna Marcinkēviča \| 1 \| 3 \| \| |                                      |        |    |   |         |                    |
| 1 | Leylah Fernandez                     | 6      | 6  |   |         |                    |
| 1 | Darja Semenistaja                    | 1      | 2  |   |         |                    |
| 2 | Rebecca Marino                       | 6      | 64 | 6 |         |                    |
| 2 | Daniela Vismane                      | 3      | 7  | 3 |         |                    |
| 3 | Leylah Fernandez                     | 6      | 6  |   |         |                    |
| 3 | Daniela Vismane                      | 2      | 1  |   |         |                    |
| 4 | Rebecca Marino                       | No     |    |   |         |                    |
| 4 | Darja Semenistaja                    | jugado |    |   |         |                    |
| 5 | Gabriela Dabrowski / Carol Zhao      | 6      | 6  |   |         |                    |
| 5 | Līga Dekmeijere / Diāna Marcinkēviča | 1      | 3  |   |         |                    |

### Países Bajos vs. España
| | Bandera de los Países Bajos      | Países Bajos | 0  | 4    | España | Bandera de España |
| --- | -------------------------------- | ------------ | -- | ---- | ------ | ----------------- |
| Maaspoort, 's-Hertogenbosch, Países Bajos 15 y 16 de abril de 2022 Arcilla (i) |                                  |              |    |      |        |                   |
| \| 1 \| Arantxa Rus \| 2 \| 64 \| \| \| 1 \| Nuria Párrizas \| 6 \| 7 \| \| \| 2 \| Lesley Kerkhove \| 4 \| 3 \| \| \| 2 \| Sara Sorribes \| 6 \| 6 \| \| \| 3 \| Arantxa Rus \| 0 \| 4 \| \| \| 3 \| Sara Sorribes \| 6 \| 6 \| \| \| 4 \| Lesley Kerkhove \| No \| \| \| \| 4 \| Nuria Párrizas \| jugado \| \| \| \| 5 \| Arianne Hartono / Demi Schuurs \| 6 \| 67 \| [7] \| \| 5 \| Aliona Bolsova / Rebeka Masarova \| 4 \| 79 \| [10] \| |                                  |              |    |      |        |                   |
| 1 | Arantxa Rus                      | 2            | 64 |      |        |                   |
| 1 | Nuria Párrizas                   | 6            | 7  |      |        |                   |
| 2 | Lesley Kerkhove                  | 4            | 3  |      |        |                   |
| 2 | Sara Sorribes                    | 6            | 6  |      |        |                   |
| 3 | Arantxa Rus                      | 0            | 4  |      |        |                   |
| 3 | Sara Sorribes                    | 6            | 6  |      |        |                   |
| 4 | Lesley Kerkhove                  | No           |    |      |        |                   |
| 4 | Nuria Párrizas                   | jugado       |    |      |        |                   |
| 5 | Arianne Hartono / Demi Schuurs   | 6            | 67 | [7]  |        |                   |
| 5 | Aliona Bolsova / Rebeka Masarova | 4            | 79 | [10] |        |                   |

### Polonia vs. Rumanía
| | Bandera de Polonia                | Polonia | 4 | 0    | Rumanía | Bandera de Rumania |
| --- | --------------------------------- | ------- | - | ---- | ------- | ------------------ |
| Radom Sports Center, Radom, Polonia 15 y 16 de abril de 2022 Dura (i) |                                   |         |   |      |         |                    |
| \| 1 \| Magda Linette \| 6 \| 4 \| 6 \| \| 1 \| Irina-Camelia Begu \| 1 \| 6 \| 2 \| \| 2 \| Iga Świątek \| 6 \| 6 \| \| \| 2 \| Mihaela Buzărnescu \| 1 \| 0 \| \| \| 3 \| Iga Świątek \| 6 \| 6 \| \| \| 3 \| Andreea Prisăcariu \| 0 \| 0 \| \| \| 4 \| Magda Linette \| No \| \| \| \| 4 \| Mihaela Buzărnescu \| jugado \| \| \| \| 5 \| Magdalena Fręch / Alicja Rosolska \| 5 \| 6 \| [10] \| \| 5 \| Mihaela Buzărnescu / Andreea Mitu \| 7 \| 3 \| [5] \| |                                   |         |   |      |         |                    |
| 1 | Magda Linette                     | 6       | 4 | 6    |         |                    |
| 1 | Irina-Camelia Begu                | 1       | 6 | 2    |         |                    |
| 2 | Iga Świątek                       | 6       | 6 |      |         |                    |
| 2 | Mihaela Buzărnescu                | 1       | 0 |      |         |                    |
| 3 | Iga Świątek                       | 6       | 6 |      |         |                    |
| 3 | Andreea Prisăcariu                | 0       | 0 |      |         |                    |
| 4 | Magda Linette                     | No      |   |      |         |                    |
| 4 | Mihaela Buzărnescu                | jugado  |   |      |         |                    |
| 5 | Magdalena Fręch / Alicja Rosolska | 5       | 6 | [10] |         |                    |
| 5 | Mihaela Buzărnescu / Andreea Mitu | 7       | 3 | [5]  |         |                    |